# Drosophila schmidti
Drosophila schmidti är en tvåvingeart som beskrevs av Oswald Duda 1924. Drosophila schmidti ingår i släktet Drosophila och familjen daggflugor.
Artens utbredningsområde är centrala Europa.